# 潍坊港疏港铁路
潍坊港疏港铁路是建设中的山东省潍坊市潍坊港的疏港铁路，一期线路全长15.8公里，总投资约10亿元；二期项目规划连接潍坊港中港区，正线长度25.088公里（含港外段21.35公里，港内段3.738公里），拟由国家能源集团、山东省港口集团及潍坊市人民政府合作建设。

## 线路

### 一期工程
起自大莱龙铁路双河站，经潍坊港站及弥河特大桥，至设计终点潍坊港防护堤。其中弥河特大桥为简支T梁桥，全长3648米，共111跨。

### 二期工程
利用一期工程线路行进至黄海路接轨，至潍坊港中港区设港内作业站，建设长度27.604公里（含牵出线2.516公里）。

## 历史
- 2015年12月24日，潍坊港疏港铁路开工建设。[5]
- 2016年12月17日，围堰路基工程顺利贯通。[6]
- 2017年，黄河西街大桥、海化中桥完工。[7]
- 2021年7月，已完成陆域段11.7公里路基、涵洞及双河站北侧路基施工，完成10公里轨枕卸枕、10公里底砟铺设和4公里钢轨铺设，双河站场信号楼主体完成，至大莱龙铁路寒亭站光缆铺设基本完成。项目进度受限于资金紧张。[8][9]